# Vikingstad
Vikingstad est une localité de Suède située une douzaine de kilomètres à l'ouest de Linköping. Elle est peuplée de 2 072 habitants.